# 1998년 추계 천황상
1998년 추계 천황상은 중앙경마의 G1급 중상경주 천황상의 118번째 대회이자 추계 천황상의 59번째 대회로, 1998년 11월 1일에 도쿄 경마장에서 개최되었다.
오프사이드 트랩이 우승했으며, 인기 순위 1위였던 사일런스 스즈카는 경주 도중 분쇄골절로 안락사 처분되었다.

## 출전마 정보
출전마의 연령 표기는 구 표기를 따르며, 성적 표기는 출전 당시를 기준으로 한다.
| 마번 | 경주마          | 성별 | 연령         | 기수              | 배당률 (인기 순위) | 성적     |
| ---- | --------------- | ---- | ------------ | ----------------- | ------------------ | -------- |
| 1    | 사일런스 스즈카 | 수컷 | 5세 (현 4세) | 다케 유타카       | 1.2 (1)            | 15전 9승 |
| 2    | 메지로 브라이트 | 수컷 | 5세 (현 4세) | 가와치 히로시     | 6.2 (2)            | 16전 7승 |
| 3    | 티엠 오아라시   | 수컷 | 6세 (현 5세) | 후쿠나가 유이치   | 139.9 (12)         | 32전 8승 |
| 4    | 로젠 카발리에   | 수컷 | 6세 (현 5세) | 요코야마 노리히로 | 71.4 (9)           | 25전 6승 |
| 5    | 고잉 스즈카     | 수컷 | 6세 (현 5세) | 미나이 가쓰미     | 78.3 (10)          | 23전 6승 |
| 6    | 오프사이드 트랩 | 수컷 | 8세 (현 7세) | 시바타 요시토미   | 42.4 (6)           | 26전 6승 |
| 7    | 사일런트 헌터   | 수컷 | 6세 (현 5세) | 요시다 유타카     | 56.1 (8)           | 31전 8승 |
| 8    | 선라이즈 플래그 | 수컷 | 5세 (현 4세) | 야스다 야스히코   | 29.2 (5)           | 24전 5승 |
| 9    | 실크 저스티스   | 수컷 | 5세 (현 4세) | 후지타 신지       | 8.4 (3)            | 20전 5승 |
| 10   | 스테이 골드     | 수컷 | 5세 (현 4세) | 에비다 마사요시   | 16.7 (4)           | 20전 3승 |
| 11   | 러닝 게일       | 수컷 | 5세 (현 4세) | 시이 히로후미     | 82.4 (11)          | 19전 4승 |
| 12   | 구르메 프런티어 | 수컷 | 7세 (현 6세) | 오카베 유키오     | 46.6 (7)           | 35전 9승 |

## 경주 결과
| 순위 | 마번 | 경주마          | 시간   | 도착차                              |
| ---- | ---- | --------------- | ------ | ----------------------------------- |
| 1    | 6    | 오프사이드 트랩 | 1.59.3 | -                                   |
| 2    | 10   | 스테이 골드     | 1:59.5 | {\displaystyle 1{\frac {1}{4}}}마신 |
| 3    | 8    | 선라이즈 플래그 | 2:00.0 | 3마신                               |
| 4    | 7    | 사일런트 헌터   | 2:00.0 | 머리                                |
| 5    | 2    | 메지로 브라이트 | 2:00.1 | {\displaystyle {\frac {1}{2}}}마신  |
| 6    | 5    | 고잉 스즈카     | 2:00.3 | {\displaystyle 1{\frac {1}{2}}}마신 |
| 7    | 11   | 러닝 게일       | 2:00.4 | {\displaystyle {\frac {1}{2}}}마신  |
| 8    | 9    | 실크 저스티스   | 2:00.4 | 목                                  |
| 9    | 3    | 티엠 오아라시   | 2:00.9 | 3마신                               |
| 10   | 4    | 로젠 카발리에   | 2:01.0 | 목                                  |
| 11   | 12   | 구르메 프런티어 | 2:02.3 | 8마신                               |
| DNF  | 1    | 사일런스 스즈카 | -      | -                                   |

- DNF: 미완주 (Did Not Finish)

## 본 경주를 소재로 한 에피소드
- 후지 TV 《슈퍼 경마》에서 본 경주의 중계를 맡은 시오바라 쓰네오(일본어판)는 사일런스 스즈카의 골절 사고를 ‘침묵의 일요일(일본어: 沈黙の日曜日 진모쿠노 니치요비[*])’이라고 부르며, 사고 발생 직후의 도쿄 경마장 관중석의 분위기를 나타냈다.
- 2018년 5월 7일에 방영된 애니메이션 《우마무스메 프리티 더비》 1기 7화는 본 경주를 기반으로 했으나, 4코너부터 결승선 직선주로까지의 묘사는 생략되었다. 또한 해당 작품에서 말인간 미소녀로 모에화된 사일런스 스즈카는, 실제 경주마와 달리 사망으로 이어지지는 않았다.

## 같이 보기
- 1995년 다카라즈카 기념: 라이스 샤워가 경주 도중 개방골절로 낙마사고를 일으키고 안락사된 사건이 발생한 대회.